# ITX-マウム
ITX-マウム（Intercity Train eXpress-MAUM）は、韓国鉄道公社（KORAIL）の列車種別。

## 概要
車両の老朽化が進むムグンファ号を置き換えることを目的として、2023年9月1日から京釜線、湖南線、全羅線などの主要幹線で運行を開始。その後も本数・運行区間が拡大し、大半のムグンファ号を置き換えている。合計474両を製造予定。
最高速度は時速150km/hである。名称は2023年8月25日に決定しており、以前は「ITX-상상（想像）」と表記されていた。マウムとは韓国語で「心/마음」を表す固有語。
主に4両編成での運用または2編成を連結した8両編成での運用が中心だが、今後6両編成の230000系も導入予定。
運賃体系はITX-セマウル号と同様に設定されている。

## 運行路線
- 京釜線：ソウル - 釜山（1101 - 1108）・東大邱 - 釜山（1132 - 1133）
- 湖南線：龍山 - 木浦（1161 - 1164）・龍山 - 益山（1141 - 1142）
- 全羅線：龍山 - 麗水エキスポ（1181 - 1184）
- 嶺東線・太白線：清凉里 - 東海（1191 / 1192）
- 中央線：清凉里 - 安東（1194 / 1195）
- 大邱線：東大邱 - 浦項（1173 / 1174・1178 / 1179）
- 東海線：東大邱 - 釜田（1172 / 1175）・太和江 - 釜田（1176 / 1177）
- 長項線：龍山 - 洪城（1151 - 1153）
- 西海線：西華城 - 洪城（1270 - 1277）
- 平沢線：洪城 - 洪城（環状運転[2]）（1290 - 1295）

## 関連記事
- ITX-セマウル：同一の運賃形態を取る。
- ムグンファ号：ITX-マウム号の前身。